# Porcellio dispar
Porcellio dispar là một loài chân đều trong họ Porcellionidae. Loài này được Verhoeff miêu tả khoa học năm 1901.